# S
Вижте пояснителната страница за други значения на S.
S е деветнадесетата буква от латинската азбука. Тя се използва във всички езици, използващи латиница и има звучна стойност /s/, /z/ или /ʃ/. Буквата S се транскрибира на кирилица със с.